# Aziatische glasbaarzen
Aziatische glasbaarzen (Ambassidae of Chandidae) vormen een familie van zoetwater- en zeevissen in de orde van baarsachtigen (Perciformes).
Afhankelijk van de auteur wordt de familie in acht of negen nog levende geslachten en ongeveer 50 soorten ingedeeld, waarvan het geslacht priopis soms niet als onderdeel van deze familie wordt erkend.
De familie heette vroeger Chandidae, de naam die door ITIS nog altijd wordt gebruikt. FishBase gebruikt de wetenschappelijke benaming Ambassidae.
Vissen uit deze familie kunnen ongeveer 26 centimeter lang worden en zijn vooral bekend om hun (semi)transparante lichaam.
Het glasbaarsje (Parambassis ranga) wordt soms door handelaren geïnjecteerd met een kleurstof (zoals in de afbeelding), maar er is tegenwoordig veel weerstand tegen dit gebruik.

## Geslachten
- † Ambassidarum
- Ambassis Cuvier, 1828
- Chanda Hamilton, 1822
- Denariusa Whitley, 1948
- Gymnochanda Fraser-Brunner, 1955
- Paradoxodacna Roberts, 1989
- Parambassis Bleeker, 1874
- Pseudambassis Bleeker, 1874
- Tetracentrum Macleay, 1883